# Грабова (Почуйки)
Грабова (рос. Грабова) — колишній хутір у Почуйківській сільській раді Попільнянського району Житомирської області Української РСР.

## Населення
Наприкінці 19 століття в поселенні налічувалося 20 жителів, з них 8 чоловіків та 12 жінок, дворів — 4.

## Історія
Наприкінці 19 століття — власницький хутір Романівської волості Сквирського повіту Київської губернії. Відстань до повітового центру м. Сквира 28 верст, до волосного центру с. Романівка, де знаходилася також найближча поштова земська станція — 4 версти, до найближчої залізничної станції Кожанка — 10 верст, до поштової казенної станції у Попільні — 15 верст, до найближчої телеграфної станції у Кожанці — 10 верст. Основним заняттям мешканців було землеробство. В поселенні числилося 113 десятин землі, яка належала товариству двох селян та міщанина. Господарювали власники, застосовували трипільну сівозміну.
У 1923 році включений до складу новоствореної Почуйківської сільської ради, яка 7 березня 1923 року увійшла до складу новоутвореного Попільнянського району Білоцерківської округи.
29 червня 1960 року, відповідно до рішення Житомирського облвиконкому № 672 «Про об'єднання деяких населених пунктів в районах області», об'єднаний із с. Почуйки.